# سيمون بورتر
سيمون بورتر (9 أغسطس 1950 في المملكة المتحدة - 9 فبراير 2017) (بالإنجليزية: Simon Porter)‏ هو لاعب كريكت بريطاني. لعب مع Oxfordshire County Cricket Club ‏ ونادي الكريكت في جامعة أكسفورد ‏.

## وصلات خارجية
- سيمون بورتر على موقع إي آس بي آن كريك إنفو (الإنجليزية)